# ریو وون
ریو وون (انگلیسی: Ryu Won؛ زادهٔ ۸ نوامبر ۱۹۹۷) بازیگر اهل کره جنوبی است. وی از سال ۲۰۱۵ میلادی تاکنون مشغول فعالیت بوده است.